# Labidochromis shiranus
Labidochromis shiranus — вид окунеподібних риб родини цихлові (Cichlidae), використовується як акваріумна рибка.

## Поширення
Ендемічний вид для озера Малаві, де досить поширений вздовж західного берега озера на південь до бухти Намасо Бей.

## Опис
Це дрібна риба, що сягає 7,8 см завдовжки..

## Живлення
У природі живиться личинками комах і рачками на каменях.